# Foo Fighters (musikalbum)
Foo Fighters är rockbandet Foo Fighters självbetitlade debutalbum, utgivet den 4 juli 1995.

## Låtförteckning
1. "This Is a Call" – 3:53
2. "I'll Stick Around" – 3:52
3. "Big Me" – 2:12
4. "Alone + Easy Target" – 4:05
5. "Good Grief" – 4:01
6. "Floaty" – 4:30
7. "Weenie Beenie" – 2:45
8. "Oh, George" – 3:00
9. "For All the Cows" – 3:30
10. "X-Static" – 4:13
11. "Wattershed" – 2:15
12. "Exhausted" – 5:45
13. "Winnebago" (bonusspår på den japanska utgåvan) – 4:14
14. "Podunk" (bonusspår på den japanska utgåvan) – 3:03